# Тайген, Крисси
Кристи́н Дайа́н «Кри́сси» Та́йген (англ. Christine Diane «Chrissy» Teigen; род. 30 ноября 1985, Делта, Юта, США) — американская модель, телеведущая и писательница. Дебютировала в ежегодном издании «Sports Illustrated Swimsuit Issue» в 2010 году. Тайген также является ведущей шоу «Битва фонограмм» совместно с ЭлЭл Кул Джеем.

## Ранняя жизнь
Тайген родилась в Делте, штат Юта, США. Её отец норвежского происхождения, а мать — тайского. Отец Кристин работал электриком, и семья часто переезжала. После проживания на Гавайях, в Айдахо и Снохомиш, штат Вашингтон, семья поселилась в Хантингтон-Бич в Калифорнии. Тайген была найдена фотографом, когда работала в сёрф-магазине.

## Карьера
Тайген была представлена в Нью-Йорке агентством IMG Models. Она стала IGN Babe в 2004 году и заменяла модель в Deal or No Deal в 2006—2007 годах. В июле 2007 года она появилась на обложке календаря от Maxim. Её рекламные кампании включают Gillette Venus, Olay, Nike, Skullcandy headphones, Gap Factory, XOXO, UGG Australia, Rock and Republic, Billabong, Beach Bunny Swimwear и Nine West Fashion Targets Breast Cancer. Она также работала в качестве гостя, ведущей и участника на E!, TMZ, MTV, FUSE/MSG и Extra с Марио Лопесом, и появилась в «Топ-модель по-американски» и Watch What Happens Live. Весной 2013 года она была ведущей реалити-шоу конкурса Model Employee на канале VH1.
Тайген появилась в «Sports Illustrated Swimsuit Issue» в 2010 году и была названа «Новичком года». Её подруга и коллега-модель Бруклин Декер представила её Sports Illustrated, чтобы она также прошла кастинг на съёмки для журнала. Тайген также появилась в «Sports Illustrated Swimsuit Issues» в 2011, 2012, 2013 и 2014 гг. В 2014 году она появилась на обложке юбилейного 50-го «Sports Illustrated Swimsuit Issue» с Ниной Агдал и Лили Олдридж.
Кроме Sports Illustrated, Тайген появилась на обложках Ocean Drive magazine, Cosmopolitan, в статьях итальянского Vogue, Esquire, Glamour и Galore.
Другие сторонние проекты Тайген включают в себя создание отдельной линии купальников DiNeila Brazil (с который Тайген дебютировала в Mercedes-Benz Fashion Week Swim в Майами летом 2011 года) и появление в качестве персонажа в видеоигре Need for Speed: The Run.
В свободное время Тайген любит готовить и писать. Она является автором блога, sodelushious.com, где делится рецептами блюд, о которых узнала, путешествуя по миру. Она также появилась на Cooking Channel в специальном выпуске «Chrissy Teigen’s Hungry» в феврале 2013 года, где обсуждала своё свадебное меню с её тогда ещё женихом, Джоном Леджендом. Тайген снова появилась на Cooking Channel в специальном выпуске «Cookies and Cocktails».
В 2012 году Тайген была названа «Нашей Новой Девушкой» (Our New Girlfriend) телеканалом Spike TV. В 2013 г. Тайген появилась в музыкальном клипе на песню «All Of Me» своего мужа Джона Ледженда.
В апреле 2014 году Тайген появилась в скетч-комедии «Внутри Эми Шумер», где играет беллетризованную версию себя как консультанта по вопросам отношений. Тайген появилась в качестве судьи в кулинарном шоу Snack-Off на MTV2.
В январе 2015 года Тайген появилась в качестве приглашенной звезды в сериале «Проект Минди» как подруга человека, с которым Минди потеряла девственность.
В апреле 2015 года Крисси стала соведущей в Lip Sync Battle на канале Spike TV вместе с Джеймсом Тоддом Смитом.
Тайген также является соведущей премии Billboard Music Awards вместе с Крисом Бриджесом. Тайген является фуд-стилистом Тайры Бэнкс на ток-шоу FABLife.
23 февраля 2016 кулинарная книга Тайген «Cravings» стала бестселлером. В этом же году вместе с новорожденной дочерью Луной принимала участие в съёмках клипа Ферги «M.I.L.F. $».

## Личная жизнь
14 сентября 2013 года Тайген вышла замуж за музыканта Джона Ледженда. Их свадьба состоялась на итальянском озере Комо. Тайген и Ледженд познакомились на съемках музыкального видео на его песню «Stereo» в 2007 году и обручились в декабре 2011 года после четырёх лет отношений. Песня Ледженда «All of Me» посвящена Тайген. У супругов есть трое детей — дочери Луна Симона Стивенс (род. 14 апреля 2016 г.) и Эсти Максин Стивенс (род. 13 января 2023 г.), а также сын Майлз Теодор Стивенс (род. в мае 2018 г.). Луна и Майлз были зачаты с помощью ЭКО. В августе 2020 года Тайген сообщала, что ждет ребёнка, но 1 октября беременность прервалась.